# The Crime
The Crime (Originaltitel: The Sweeney) ist ein britischer Actionfilm aus dem Jahr 2012. Regie führte Nick Love, der auch zusammen mit John Hodge das Drehbuch verfasste.

## Handlung
Detective Inspector Jack Regan ist Kriminalpolizist in einer Spezialeinheit von Scotland Yard. Seine übertrieben harten Ermittlungs- und Befragungsmethoden sorgen bei seinen Vorgesetzten für Unmut, werden von seiner Einheit jedoch akzeptiert. Das Team kommt stets dann zum Einsatz, wenn die herkömmlichen Methoden nicht mehr ausreichen, um Drogendealern und Bankräubern das Handwerk zu legen.
Als bei Einsätzen der Spezialeinheit etwas von der Beute verschwindet, wird ein interner Ermittler (Ivan Lewis) eingesetzt, um die Vorgehensweise der Einheit näher zu untersuchen. Regan legt sich sofort mit dem Ermittler an und ist nicht gewillt, seine harte Vorgehensweise zu verändern. Bei einem Raubüberfall auf ein Juweliergeschäft wird eine dort anwesende Kundin anscheinend beiläufig erschossen. Aufgrund der Vorgehensweise beim Sprengen des Safes im Juweliergeschäft vermutet Regan, dass der Einbruchsexperte Francis Allen der Täter ist. Es gelingt ihm, diesen zu verhaften. Da die Festnahme ohne Haftbefehl erfolgte, bleibt nur ein begrenzter Zeitraum, um Allen und seinen Kumpanen ein Geständnis zu entlocken. Kurz vor Ablauf dieser zeitlichen Frist stellt sich heraus, dass Allen ein Alibi hat und zur Tatzeit im Ausland war.
Wenig später erfährt die Einheit von einem laufenden Banküberfall. Sie fahren sofort zum Tatort, obwohl ihnen von ihrem Vorgesetzten ein Einsatz verboten wird. Als sie am Tatort eintreffen, flüchten die Bankräuber gerade mit der Beute. Es kommt zu einer wilden Schießerei, bei der mehrere Passanten getötet werden. Auch Regans Kollegin Lewis, die Frau des internen Ermittlers, mit der er ein Verhältnis hat, wird erschossen. Aufgrund der Befehlsverweigerung und seines erneut harten Vorgehens landet Regan im Gefängnis, wo er sich massiven Anfeindungen durch die Häftlinge ausgesetzt sieht. Kurz bevor die Lage im Gefängnis eskaliert, gelingt es Carter, der rechten Hand von Regan, das Alibi von Allen als gekauft zu entlarven. Er kommt einem Komplott auf die Spur und kann durch seine neuen Erkenntnisse erreichen, dass Regan aus dem Gefängnis entlassen wird, bevor ihm etwas zustößt.
Gemeinsam schaffen sie es, den Haupttäter nach einer längeren Verfolgungsjagd zu stellen und zu erschießen. Allen wird als Mittäter verhaftet. Aufgrund des Ermittlungserfolges bleibt die Spezialeinheit bestehen und der interne Ermittler wird abgezogen.

## Hintergrund
In Deutschland wurde der Film am 18. Februar 2013 unter dem Titel The Crime in den Kinos veröffentlicht. Auf DVD erschien er am 9. August 2013 mit dem Titelzusatz Good Cop, Bad Cop. Im Fernsehen strahlte Das Erste den Film am 5. Februar 2017 unter dem Titel Krieg in London – The Crime aus.

## Trivia
Der knallharte Krimi basiert auf einer britischen Krimiserie, die in Deutschland unter dem Titel Die Füchse (1975–1978) zu sehen war. Die spektakulären Verfolgungsjagden erinnern an William Friedkins Film Brennpunkt Brooklyn. Der Bankraub mit der sich anschließenden Schießerei erinnert stark an den Genreklassiker Heat.

## Kritik
Das Lexikon des internationalen Films meinte: „Harter Actionfilm nach einer britischen Kult-Serie aus den 1970er-Jahren, der mit kühlen Bildern und flüssigen Steadycam-Aufnahmen an Klassiker des Genres erinnert.“ Die Redaktion von Cinema meinte: „Nicht dass man sein Gehirn besonders anstrengen müsste, aber die Action stimmt und ist zeitgemäß inszeniert […] Und am Schluss des Films wünscht man sich, dass es noch ein wenig weitergehen möge. Und das ist doch auch schon was.“ Fazit: „Beinharte Kinoversion einer TV-Serie, die Lust auf mehr macht.“